# Петропавловка (Купинський район)
Петропавловка (рос. Петропавловка) — присілок у Купинському районі Новосибірської області Російської Федерації.
Входить до складу муніципального утворення Благовіщенська сільрада. Населення становить 112 осіб (2010).

## Історія
Згідно із законом від 2 червня 2004 року органом місцевого самоврядування є Благовіщенська сільрада.

## Населення
| 2002 | 2007 | 2010 |
| ---- | ---- | ---- |
| 196  | ↘180 | ↘112 |